# Schoenocaulon dubium
Schoenocaulon dubium är en nysrotsväxtart som först beskrevs av André Michaux, och fick sitt nu gällande namn av John Kunkel Small. Schoenocaulon dubium ingår i släktet Schoenocaulon och familjen nysrotsväxter.
Artens utbredningsområde är Florida. Inga underarter finns listade.